# Acrobrycon ortii
Acrobrycon ortii es una especie del género de peces de agua dulce Acrobrycon, de la familia Characidae. Habita en ambientes acuáticos cálidos en el centro-oeste de Sudamérica. 

## Taxonomía y distribución
Esta especie fue descrita originalmente en el año 2013 por los ictiólogos Dahiana Arcila, Richard P. Vari y Naércio A. Menezes.
Al ejemplar holotipo se le asignó el código USNM 305496. Su longitud es de 61,3 mm de largo total.
La localidad tipo es: Bolivia, departamento de Tarija, Villa Montes, río Pilcomayo, cuenca del río Paraguay, en las coordenadas: 21°20′S 63°37′O / -21.333, -63.617.
Ecorregionalmente es un endemismo de la ecorregión de agua dulce Chaco.
Geográficamente es endémica del noroccidente de la cuenca del Plata en Bolivia, más exactamente en la subcuenca del río Pilcomayo, el cual es afluente del río Paraguay el cual es a su vez afluente del Paraná. Erróneamente fue asignada a la ictiofauna de la Argentina por los propios autores, tanto en el resumen, como en la introducción y en la clave de diferenciación de las especies.
Se puede separar de las otras especies de este género por los caracteres variables diagnósticos: el ancho de la región interobital, el diámetro horizontal del ojo, el número de escamas horizontales en derredor del pedúnculo caudal, el número de escamas perforadas de la línea lateral, el número de radios de la aleta anal y la profundidad del origen de la aleta dorsal.